# 2019년 파키스탄 열차 화재
2019년 10월 31일 파키스탄 카라치에서 라왈핀디로 달리던 열차에서 화재가 발생하였다. 원인은 승객이 기차에서 요리하기 위해 휴대용 버너를 불법 사용으로 인한 화재로 추측하고 있다. 적어도 75명이 사망하였으며, 이 사고는 2005년에 발생한 고트키 열차 충돌 사고 다음으로 파키스탄에서 발생한 철도 사고 중 가장 사상자가 많다.